# Kanton Combourg
Kanton Combourg (francouzsky Canton de Combourg) je francouzský kanton v departementu Ille-et-Vilaine v regionu Bretaň. Tvoří ho 10 obcí.

## Obce kantonu
- Bonnemain
- Combourg
- Cuguen
- Lanhélin
- Lourmais
- Meillac
- Saint-Léger-des-Prés
- Saint-Pierre-de-Plesguen
- Trémeheuc
- Tressé